# پدر گارسیا، باتانگاس
پدر گارسیا، باتانگاس (به لاتین: Padre Garcia, Batangas) یک منطقهٔ مسکونی در فیلیپین است که در باتانگا واقع شده‌است.